# Одай Даббаг
Одай Ібрагім Мохаммад Даббаг (араб. عدي ابراهيم محمد الدباغ, нар. 23 грудня 1998, Єрусалим) — палестинський футболіст, півзахисник бельгійського клубу «Шарлеруа» та національної збірної Палестини.

## Клубна кар'єра
У дорослому футболі дебютував у сезоні 2015/16 виступами за команду «Хіляль Аль-Кудс», з якою тричі поспіль став чемпіоном Палестини, а у сезоні 2017/18 ще виграв Кубок Палестини, забивши три голи у діох фінальних матчах проти «Шабаб Хаб Юнеса» (2:3, 5:1).
Згодом з 2019 по 2021 рік грав у Кувейті у складі команд «Аль-Сальмія», «Аль-Кадісія» та «Аль-Арабі» (Кувейт), вигравши з останньою у сезоні 2020/21 чемпіонат Кувейту, а також завершив сезон як найкращий бомбардир турніру з 13 голами.
Своєю грою за останню команду привернув увагу представників тренерського штабу португальського клубу «Ароука», до складу якого приєднався 21 серпня 2021 року, уклавши дворічний контракт. Відіграв за клуб з Ароуки наступні два сезони своєї ігрової кар'єри.
1 липня 2023 року Даббаг підписав трирічний контракт із бельгійським «Шарлеруа». Станом на 17 січня 2024 року відіграв за команду з Шарлеруа 17 матчів в національному чемпіонаті.

## Виступи за збірні
2018 року залучався до складу молодіжної збірної Палестини. На молодіжному рівні зіграв у 9 офіційних матчах, забив 4 голи.
27 березня 2018 року дебютував в офіційних матчах у складі національної збірної Палестини у грі кваліфікації Кубка Азії 2019 проти Оману (0:1). Перший гол Даббаг забив 6 вересня 2018 року в матчі проти Киргизстану (1:1).
У віці 20 років Даббах був викликаний на Кубок Азії 2019 року в ОАЕ, де зіграв у матчах проти Австралії та Йорданії.
Згодом у складі збірної був учасником Кубка Азії 2023 року у Катарі, де 23 січня 2024 року зробив дубль у матчі з Гонконгом (3:0), що забезпечило його команді першу перемогу у турнірі і вивела її у плей-оф.
| Дата       | Місто   | Господарі | Результат | Гості     | Турнір                     | Голи | Примітки |
| ---------- | ------- | --------- | --------- | --------- | -------------------------- | ---- | -------- |
| 11-01-2019 | Дубай   | Палестина | 0 – 3     | Австралія | Кубок Азії 2019 - 1-й етап | -    | 57'      |
| 15-01-2019 | Аль-Айн | Палестина | 0 – 0     | Йорданія  | Кубок Азії 2019 - 1-й етап | -    |          |
| Усього     |         | Матчів    | 2         |           | Голів                      | 0    |          |

## Досягнення
- Чемпіон Західного берегу: 2015/16, 2016/17, 2017/18
- Володар Кубка Палестини: 2017/18
- Володар Суперкубка Кувейту: 2019
- Чемпіон Кувейту: 2020/21
- Володар Кубка Шотландії: 2024/25

### Індивідуальні
- Найкращий бомбардир Прем'єр-ліги Кувейту: 2020/21